# Клусе (Емсланд)
Клусе (њем. Kluse) општина је у њемачкој савезној држави Доња Саксонија. Једно је од 60 општинских средишта округа Емсланд. Према процјени из 2010. у општини је живјело 1.495 становника. Посједује регионалну шифру (AGS) 3454025.

## Географски и демографски подаци
Клусе се налази у савезној држави Доња Саксонија у округу Емсланд. Општина се налази на надморској висини од 10 метара. Површина општине износи 25,3 km². У самом мјесту је, према процјени из 2010. године, живјело 1.495 становника. Просјечна густина становништва износи 59 становника/km².